# Wieczór nad Sekwaną
Wieczór nad Sekwaną – obraz Aleksandra Gierymskiego namalowany w roku 1893. Artysta przymierza się do namalowania tego obrazu już od 1892 roku tworząc jego studium, niewielkie płótno olejne, które znajduje się w Muzeum Narodowym w Warszawie i obecnie funkcjonuje jako samodzielne dzieło na wystawie stałej.
Obraz został wykonany w technice olejnej. Znajduje się w zbiorach Muzeum Narodowego w Krakowie (nr inw.: MNK II-a-222 ) i jest eksponowany w Sukiennicach, w Galerii Sztuki Polskiej XIX wieku, w Sali Chełmońskiego. Wymiary obrazu to: wysokość: 121 cm, szerokość: 185 cm. Na obrazie znajduje się sygnatura autorska A. GIERYMSKI.

## Opis obrazu
W Wieczorze nad Sekwaną artysta ukazał fragment rzeki o zmierzchu, z widocznym w głębi Pont du Caroussel i majaczącymi przy nabrzeżu zabudowaniami Luwru. Dogasające światło dnia przecina bladą łuną górną partię nieba, srebrząc taflę wody i wsączając się różową poświatą w unoszącą się nad wodą mgłę i w pociemniały horyzont. Dla oddania migotliwości rzeki poruszonej sunącymi barkami, odbijającej ostatnie refleksy słońca, Gierymski zastosował metodę dywizjonizmu, kładąc obok siebie cieniutkie smużki niezliczonej odcieni błękitów, szarości i oranżu. W 2013 r. przeprowadzona została konserwacja o charakterze estetycznym. Malowidło zostało oczyszczenie z zabrudzeń i usunięto pożółkły werniksu, dzięki czemu obraz odzyskał pierwotną kolorystykę. 

## Proweniencja historyczna
Obraz został zakupiony do MNK od artysty, w roku 1894, z inicjatywy Henryka Rodakowskiego. 

## Udział w wystawach
- Aleksander Gierymski (1850-1901), 2014-03-20 - 2014-08-10; Muzeum Narodowe w Warszawie
- Malarstwo polskie z kolekcji Muzeum Narodowego w Krakowie w Pałacu Prezydenckim, 2015-01-02 - 2016-07-31; Skarb Państwa -Kancelaria Prezydenta Rzeczypospolitej Polskiej[1]